# Dicranomyia (Dicranomyia) suspensa
Dicranomyia (Dicranomyia) suspensa is een tweevleugelige uit de familie steltmuggen (Limoniidae). De soort komt voor in het Palearctisch en Australaziatisch gebied.